# Eukoenenia maroccana
Eukoenenia maroccana is een spinnensoort in de taxonomische indeling van de Palpigradi.
Het dier komt uit het geslacht Eukoenenia. Eukoenenia maroccana werd in 2007 beschreven door Barranco and Mayoral.